# Теннант, Энди
Э́нди Те́ннант (англ. Andy Tennant, род. 15 июня 1955 года, Чикаго, Иллинойс, США) — американский кинорежиссёр, киносценарист, продюсер и танцор. Окончил Университет Южной Калифорнии. Первую свою роль он сыграл в фильме «Полуночное безумие» (1980). В качестве танцора снялся в фильмах «Бриолин» (1978) и «Бриолин 2» (1982).

## Фильмография

### Режиссёр
- 1988 — 1993 — Чудесные годы / The Wonder Years
- 1990 — 1991 — Феррис Бьюлер / Ferris Bueller
- 1990 — 1993 — Паркер Льюис не теряется / Parker Lewis Can’t Lose
- 1992 — Сдачи не надо / Keep the Change
- 1992 — Невыносимый выбор: Сохранить ребёнка / Desperate Choices: To Save My Child
- 1993 — История Эми Фишер / The Amy Fisher Story
- 1993 — 1994 — Приключения Бриско Каунти-младшего / The Adventures of Brisco County Jr.
- 1993 — К югу от заката / South of Sunset
- 1995 — 2000 — Параллельные миры / Sliders
- 1995 — Двое: я и моя тень / It Takes Two
- 1997 — Поспешишь, людей насмешишь / Fools Rush In
- 1998 — История вечной любви / Ever After: A Cinderella Story
- 1999 — Анна и король / Anna and The King
- 2002 — Американское посольство / The American Embassy
- 2002 — Стильная штучка / Sweet Home Alabama
- 2005 — Правила съёма: Метод Хитча / Hitch
- 2006 — Свадебный альбом / The Wedding Album
- 2008 — Золото дураков / Fool’s gold
- 2010 — Охотник за головами / The Bounty Hunter
- 2013 — Бета / Betas
- 2016 — Молодость по страховке / Wild Oats
- 2020 — Секрет / The Secret: Dare to Dream
- 2024 — Ячейка 234[англ.] / Unit 234: The Lock Up

### Сценарист
- 1988 — Бегущая мишень / Moving Target (и рассказ, и телепьеса)
- 1990 — 1991 — Феррис Бьюлер / Ferris Bueller
- 1992 — То, о чём она не знает / What She Doesn’t Know (телепьеса)
- 1998 — История вечной любви / Ever After: A Cinderella Story
- 2006 — Свадебный альбом / The Wedding Album
- 2008 — Золото дураков / Fool’s gold

### Продюсер
- 1988 — Бегущая мишень / Moving Target (сопродюсер)
- 2002 — Американское посольство / The American Embassy (исполнительный продюсер)
- 2006 — Свадебный альбом / The Wedding Album